# Amarochara bonnairei
Amarochara bonnairei är en skalbaggsart som först beskrevs av Fauvel 1865.  Amarochara bonnairei ingår i släktet Amarochara, och familjen kortvingar. Arten är reproducerande i Sverige.